# Ronald Bladen

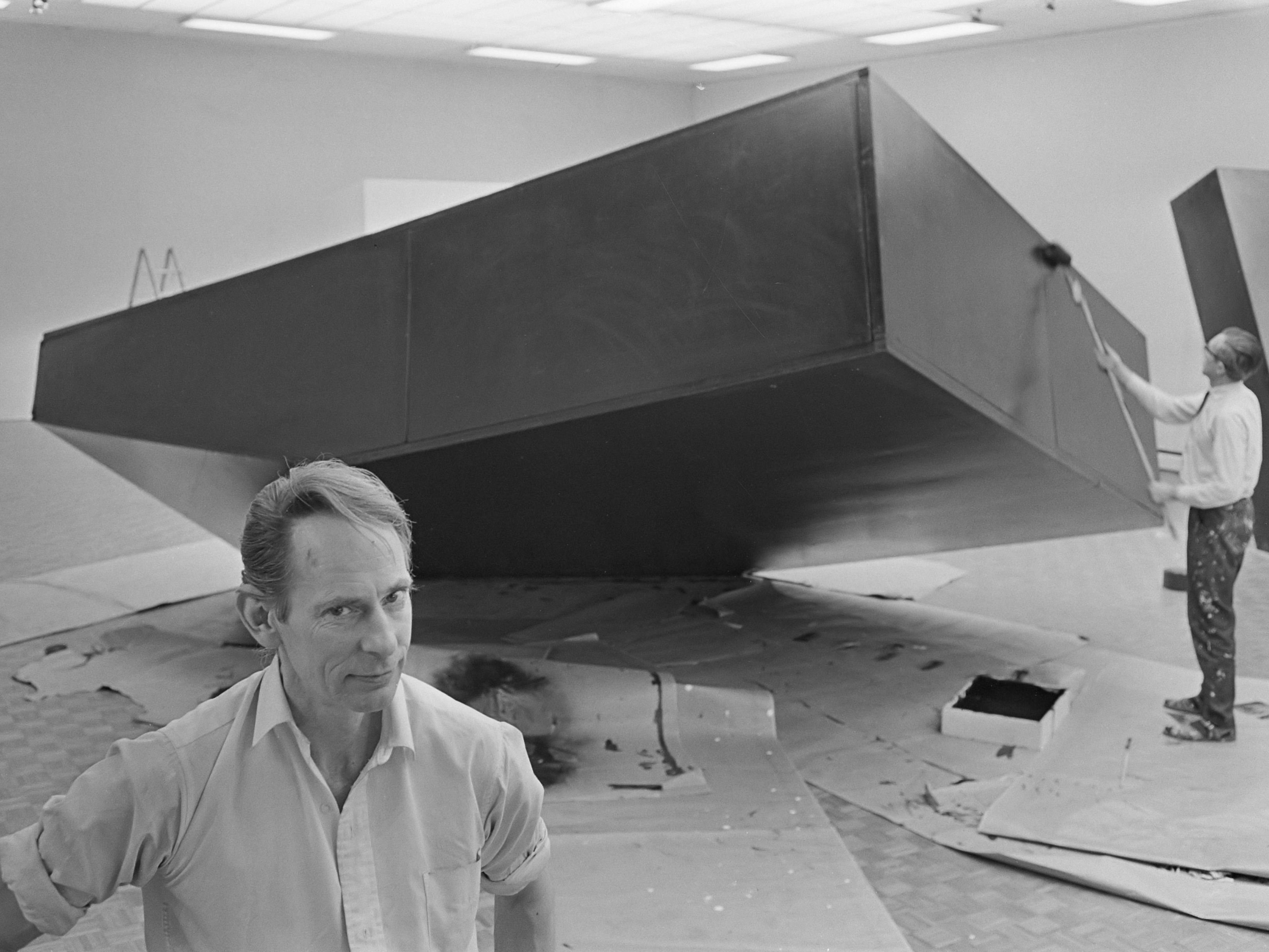
Ronald Bladen (1968)

 Ronald Bladen (* 13. Juli 1918 in Vancouver, British Columbia; † 3. Februar 1988 in New York City, USA) war ein US-amerikanischer Maler und Bildhauer. Er gilt als ein bedeutender Vertreter des Minimalismus in der Bildhauerei.

## Leben und Werk
Bladen wurde als Sohn britischer Einwanderer in Vancouver geboren. Seine Eltern waren Sozialisten, seine Mutter hatte an der Sorbonne in Paris studiert und war aktives Mitglied der Suffragetten-Bewegung in Großbritannien.
Von 1937 bis 1939 studierte Bladen an der Vancouver School of Art, ab 1938 in der Malklasse von Allen Edwards. Im Jahr 1939 zog Bladen nach San Francisco um sein Studium dort fortzusetzen. Er traf dort den mexikanischen Maler Diego Rivera. Bis zum Jahr 1943 studierte Bladen Malerei und Bildhauerei an der California School of Fine Arts, später umbenannt in San Francisco Art Institute und besuchte Abendkurse an dieser Schule bis 1945.
Ronald Bladen hatte engen Kontakt mit zeitgenössischen US-amerikanischen Schriftstellern (zum Beispiel Allen Ginsberg) und wurde im Jahre 1945 Mitglied des Libertarian Circle, eine Gruppe von anarchistisch-pazifistischen Künstlern rund um den Schriftsteller Kenneth Rexroth (1905–1982). Im Jahr 1951 wurde Bladen amerikanischer Staatsbürger. Bladen blieb in den Vereinigten Staaten und zog 1956 nach New York.
Im Jahr 1946 hatte Bladen seine erste Einzelausstellung in der Vancouver Art Gallery. Er malte im Stil des Abstrakten Expressionismus, mit intensiv farbigen Flecken in organischen Formen, die landschaftsähnliche Gemälde abbildeten.
Im Jahr 1962 stellte er seine ersten bemalten Sperrholz-Reliefs in der Galerie Brata und der Green Gallery in New York aus. In den folgenden Jahren schuf er seine ersten frei stehenden, farbigen Skulpturen aus Sperrholzplatten mit Metall-Streben. Von diesem Zeitpunkt an widmete sich Bladen ausschließlich der Skulptur. Im Jahre 1964 zeigte er seine erste Skulptur „White Z“ auf einer Ausstellung in der Park Place Gallery in New York.
Nach einer wichtigen Ausstellung im Jahr 1966 im Jewish Museum in New York „Primary Structures Younger American and British Artists“, zusammen mit Carl Andre, Dan Flavin, Donald Judd, Sol LeWitt, Walter De Maria, Robert Morris, Tony Smith und Robert Smithson, gilt Ronald Bladen als einer der wichtigsten Vertreter des Minimalismus. Im Jahr 1968 war er Teilnehmer der 4. documenta in Kassel in der Abteilung Skulptur.
Von 1974 bis 1976 lehrte Bladen als Gastdozent an der Columbia University in New York und war ab 1976 Lehrer an der Parsons School of Fine Art, 1981 bis 1982 an der Skowhegan School of Painting and Sculpture in Maine und von 1982 bis 1983 Gastdozent an der Yale University in New Haven, Connecticut.
Ronald Bladen starb 1988 in New York an Krebs.

## Preise und Auszeichnungen
- 1975: Mark Rothko Fellowship
- 1965 und 1977: National Medal of Arts by the National Endowment for the Arts